# 手術前禁食
手術前禁食是在病患在進行外科手術前的一段時間內禁止進食及飲用飲料的作法。其目的是在病患在進行全身麻醉時，不會因胃部物體誤入氣管而造成異物吸入肺部。

## 避免異物吸入肺部
手術前禁食的主要原因是避免因為手術的全身麻醉，讓胃部的物體吸入肺部。在手術時，吸入的肺部物體量只要到30-40ml，就會有顯著的不適，而且可能致命，因此會利用手術前禁食，讓胃裡的殘餘食物體積降到越低越好。有許多因素會影響異物吸入肺部的情形，包括不當的麻醉、懷孕、肥胖、呼吸道困難、緊急手術（因此沒有足夠的禁食時間）、肚子充滿食物、胃腸蠕動能力較弱等。就算有異物吸入肺部的情形，禁食時間越長，造成的傷害越小。

## 胃部情形
除了禁食外，在手術前一天以及手術前二小時也會給予抗酸药，目的是中和胃中的胃酸，使其較接近中性，就算異物吸入肺部，也可以減少其造成的損害。高風險的病患也會同時給予H2受体阻抗剂，給藥時間和抗酸药相同。
可能會出現胃輕癱（胃部延遲排空）的情形，原因可能是因為代谢問題（例如糖尿病控制不當）、胃腸蠕動能力較弱（例如頭部傷害）、或是幽门阻塞（例如幽門狹窄）。胃輕癱一般只會影響胃部排空纤维素食物（例如蔬菜）需要的時間。只有嚴重的胃部延遲排空才會影響胃部排空水份或是黑咖啡需要的時間。
偶爾胃食道逆流（GERD）也和胃部延遲排空固體食物有關係，不過純流質食物不會影響。腹壓昇高（例如懷孕或是肥胖）容易造成消化道反流。像阿片類藥物會明顯的減慢胃部的排空，而受到重傷時也會有類似的情形，這些可以透過一些指標來判斷，例如正常的腸部聲響以及患者的飢餓情形。

## 最少禁食時間
手術前至少要禁食多久，長期以來是爭論的焦點。最早是由英國的麻醉醫師所提出，認為病患在午夜後都需要禁食。不過後來美國麻醉醫師協會 （ASa）以及英國和愛爾蘭麻醉師協會（AAGBI）提出了有關手術前最少禁食時間的新指南。加拿大的麻醉醫師也有實證，在手術之前的二小時飲用透明液體（例如白開水、礦泉水、罐裝飲料等），其異物吸入肺部的情形會比從午夜後就禁食的病患要少。以下的建議是針對健康的病患，手術前需禁食的時間：
| 年齡                | 固體  | 透明液體 |
| ------------------- | ----- | -------- |
| <6個月              | 4小時 | 2小時    |
| 6–36個月            | 6小時 | 3小時    |
| >36個月（包括成人） | 6小時 | 2小時    |

若是緊急手術需要麻醉，事先又無法禁食時，會用鼻胃管呼吸來減少胃中的食物，也減少異物吸入肺部的風險。

## 不限制透明液體
禁食的規定一般會在手術的二至四個小時前就禁止飲用任何飲料。不過有一個在Torbay醫院的大型回顧分析指出，一直到手術前都不禁止飲用透明液體，顯著的減少在手術後噁心及嘔吐的比例，出現不良結果的風險也沒有提高